# O me voy o te vas
"O me voy o te Vas"  es una canción escrita y grabada por  Marco Antonio Solís. Lanzado en 2001 en el álbum Más de Mi Alma, la canción tuvo un muy buen desempeño en las radios en español de los Estados Unidos, eventualmente llegando al número uno en el Hot Latin Tracks. También apareció en la lista Bubbling Under the Hot 100 de Billboard, alcanzando la posición más alta de 16. La canción fue nominada a Canción Pop del Año en los Premios Lo Nuestro 2002.

## Versión de Natanael Cano
Fue interpretada por el cantante mexicano Natanael Cano, lanzada como sencillo el 10 de octubre de 2023 con una duración de 4 minutos y como una versión de corridos tumbados. La versión de Natanael Cano es la balada romántica con  enfoque moderno, fusionando elementos del regional mexicano con sonidos urbanos.
Posicionamiento en listas
| Lista (2023)                        | Mejor posición |
| ----------------------------------- | -------------- |
| Mexico Songs (Billboard)            | 13             |
| EE. UU. Hot Latin Songs (Billboard) | 47             |

## Composición y recepción
La letra de la canción es un ruego de Solís para que la persona a quien le canta deje de enfatizar lo que hace mal y se concentre en que su relación transcurra sin problemas. 
Lanzado en 2001 en el álbum Más de Mi Alma, la canción tuvo un muy buen desempeño en las radios en español de los Estados Unidos, eventualmente llegando al número uno en el Hot Latin Tracks. También apareció en la lista Bubbling Under y en Billboard Hot 100, alcanzando la posición más alta de 16. La canción fue nominada a Canción Pop del Año en los Premios Lo Nuestro 2002.

## Rendimiento en listas
| Listas (2001)                  | Máxima posición |
| ------------------------------ | --------------- |
| Hot Latin Tracks               | 1               |
| Bubbling Under Hot 100 Singles | 16              |

## Otras versiones
Versión de El Mago y La Nueva
El 8 de abril de 2022, El Mago, integrante de La Nueva Luna, lanzó una versión que cosechó 1 millón de reproducciones en Spotify y YouTube.